# Strzelec Kowel
Strzelec Kowel – polski klub piłkarski z siedzibą w Kowlu. Rozwiązany podczas II wojny światowej.

## Historia
Piłkarska drużyna Strzelec Kowel została założona w Kowlu w latach 30. XX wieku. Występował w rozgrywkach polskiej okręgowej ligi Wołyń - Klasa A, która od sezonu 1936/27 stała nazywać się okręgową. Klub nigdy nie zakwalifikował się do rozgrywek eliminacyjnych dla mistrzów okręgówek, walczących w barażach o awans do I ligi.
We wrześniu 1939, kiedy wybuchła II wojna światowa, klub przestał istnieć.